# Matanog
Matanog é um município de  quarta classe de renda municipal (d) na província Maguindanao do Norte, nas Filipinas. De acordo com o censo de 1 de maio  de  2020 possui uma população de 36 034 pessoas e 5 711 domicílios.